# 津田健治
津田 健治（つだ けんじ、1891年（明治24年）9月25日 - 没年不明）は、大正から昭和時代前期の台湾総督府官僚。

## 経歴
山口県吉敷郡宮野村（現山口市）に生まれる。1909年（明治42年）3月、山口県立農業学校農科を卒業し、1910年（明治43年）3月、山口県農事試験場研究科を修了する。同年4月、宮野村農会技手兼書記を拝命し、11月、現役志願兵として入隊する。1915年（大正4年）2月、台湾総督府巡査となり、1918年（大正7年）府施行の普通文官試験に合格。嘉義庁警務課勤務、嘉義庁庶務課勤務、台南州斗六郡勤務、新化郡、曽文郡、嘉義郡各庶務課長、台南州地方課地方係長、同州文書課長を経て、1940年（昭和15年）3月、台南市助役に就任し、1941年（昭和16年）6月、台北州文山郡守に就任した。